# Gewürzpflanze
Als Gewürzpflanze oder Würzpflanze bezeichnet man eine Pflanzenart, von der bestimmte Teile (Blüten, Früchte, Samen, Rinde, Wurzeln, Rhizome und andere Teile) als Gewürze verwendet werden.
Gewürzpflanzen zählen zu den Nutzpflanzen. Viele sind zugleich Heilpflanzen:

„Als Gewürzpflanzen werden solche Pflanzen bezeichnet, deren Organe in frischer, getrockneter oder konservierter Form aufgrund ihres Gehalts an geschmacks- und geruchsverbessernden Stoffen als Zutaten zu Nahrungs- und Genußmitteln eingesetzt werden. Die meisten Gewürzpflanzen sind Arzneipflanzen aus den Indikationsgruppen Stomachika und Karminativa. Sie regen durch reflektorische Wirkungen und durch direkten Einfluß auf die Verdauungsorgane den Appetit an, fördern die Verdauungsprozesse und beugen Verdauungsstörungen, z. B. Koliken, vor.“